# Список Героев Социалистического Труда (Губа — Гюрекян)
Эта страница является частью списка Героев Социалистического Труда и перечисляет в алфавитном порядке лиц, удостоенных звания Героя Социалистического Труда, чьи фамилии начинаются с буквы «Г», от Губа до Гюрекян.
- Список не включает дважды и трижды Героев Социалистического Труда, а также лиц, лишённых этого звания.
- Список содержит информацию о датах жизни, роде деятельности и дате присвоения звания Героя.
- Герои, удостоенные звания посмертно, выделены в списке  серым цветом .
- Герои, сменившие фамилию после присвоения звания, приводятся в списках дважды, при этом строка с новой фамилией выделяется  бежевым цветом  и не имеет номера.

## Список людей, фамилии которых начинаются с «Г»
| Навигационная таблица | Навигационная таблица   |
| --------------------- | ----------------------- |
| «Г»                   | Габалис — Гаязова       |
| «Г»                   | Гвадзабия — Гныдюк      |
| «Г»                   | Гоберман — Гошхотелиани |
| «Г»                   | Грабин — Грязных        |
| «Г»                   | Губа — Гюрекян          |

| №          | Фамилия, имя, отчество                 | Даты жизни              | Деятельность | Дата присвоения | ГС         |
| ---------- | -------------------------------------- | ----------------------- | --- | --------------- | ---------- |
| 1          | Губа Александра Николаевна             | 1911 — ????             | Звеньевая колхоза «Вперёд», гор. Кизляр Грозненской области | 17.09.1949      | [ ГС 1 ]   |
| 2          | Губа Иван Михайлович                   | 29.05.1922 — 04.04.1977 | Комбайнёр Кущёвской МТС Краснодарского края | 13.06.1952      | [ ГС 2 ]   |
| 3          | Губаз Матрёна Мустафовна               | 1903 — ????             | Звеньевая колхоза «Коминтерн» Гагрского района Абхазской АССР | 21.02.1948      | [ ГС 3 ]   |
| 4          | Губайдуллин Ахат Шарифуллович          | 02.11.1919 — 01.02.1993 | Буровой мастер Альметьевской конторы разведочного бурения треста «Татнефтегазразведка» Татарского совнархоза                                                                                     | 19.03.1959      | [ ГС 4 ]   |
| 5          | Губайдуллин Сафиулла Салимуллович      | 15.08.1929 — 25.05.2010 | Машинист крана Казанского специализированного управления треста «Гидроспецстрой» Министерства монтажных и специальных строительных работ СССР, Татарская АССР                                    | 07.05.1971      | [ ГС 5 ]   |
| 6          | Губанов Борис Иванович                 | 14.03.1930 — 18.03.1999 | Первый заместитель начальника и главного конструктора конструкторского бюро «Южное» Министерства общего машиностроения СССР, гор. Днепропетровск                                                 | 12.08.1976      | [ ГС 6 ]   |
| 7          | Губанова Александра Прокофьевна        | род. 1928               | Звеньевая свиноводческого совхоза «Металлист» Министерства совхозов СССР, Амвросиевский район Сталинской области                                                                                 | 06.04.1949      | [ ГС 7 ]   |
| 8          | Губашев Шарафий Губашевич              | 16.04.1913 — 1985       | Старший ветеринарный врач каракулеводческого совхоза «Таласский» Министерства совхозов СССР, Таласский район Джамбулской области                                                                 | 01.12.1949      | [ ГС 8 ]   |
| 9          | Губеладзе Макрина Бахвовна             | 1889 — ????             | Бригадир колхоза имени Берия Ахалсопельского сельсовета Зугдидского района Грузинской ССР | 21.02.1948      | [ ГС 9 ]   |
| 10         | Губеладзе Силован Читиевич             | 1889 — ????             | Звеньевой колхоза имени Берия Ахалсопельского сельсовета Зугдидского района Грузинской ССР | 21.02.1948      | [ ГС 10 ]  |
| 11         | Губенко Николай Дмитриевич             | 04.10.1930 — 25.03.2002 | Слесарь вагонного депо Ясиноватая Донецкой железной дороги, Донецкая область | 13.05.1977      | [ ГС 11 ]  |
| 12         | Губин Павел Дмитриевич                 | 25.12.1919 — 18.08.1987 | Бригадир тракторной бригады Назаровской МТС Михайловского района Алтайского края | 04.03.1948      | [ ГС 12 ]  |
| 13         | Губин Пётр Наумович                    | 1909 — ????             | Бригадир комплексной бригады стройуправления № 34 треста «Новотроицкметаллургстрой», Оренбургская область                                                                                        | 11.08.1966      | [ ГС 13 ]  |
| 14         | Губина Евгения Александровна           | род. 07.07.1939         | Ткачиха Ташкентского текстильного комбината Министерства лёгкой промышленности Узбекской ССР | 23.05.1986      | [ ГС 14 ]  |
| 15         | Губина Мария Михайловна                | 27.02.1927 — 22.03.1999 | Звеньевая семеноводческого совхоза «Красная волна» Министерства совхозов СССР, Великобурлукский район Харьковской области                                                                        | 13.03.1948      | [ ГС 15 ]  |
| 16         | Губкова Александра Матвеевна           | род. 24.06.1928         | Бригадир бетонщиков Новосибирсктэцстроя треста «Сибэнергострой» Министерства энергетики и электрификации СССР, гор. Новосибирск                                                                  | 20.04.1971      | [ ГС 16 ]  |
| 17         | Гугенишвили Елена Иосифовна            | 1923 — ????             | Звеньевая колхоза имени Берия Арбошикского сельсовета Цителицкаройского района Грузинской ССР | 05.09.1950      | [ ГС 17 ]  |
| 18         | Гугунава Валериан Платонович           | 10.05.1910 — ????       | Секретарь Цхакаевского районного комитета Компартии (большевиков) Грузии | 19.04.1951      | [ ГС 18 ]  |
| 19         | Гугунава Улбие Дурсуновна              | 1929—1992               | Колхозница колхоза имени Красной Армии Кобулетского района Аджарской АССР | 01.09.1951      | [ ГС 19 ]  |
| 20         | Гугучия Джото Иосифович                | 15.09.1923 — ????       | Председатель колхоза имени Маркса Зугдидского района Грузинской ССР | 06.06.1984      | [ ГС 20 ]  |
| 21         | Гугучия Мелитон Васильевич             | 1911 — ????             | Звеньевой колхоза «Коминтерн» Зугдидского района Грузинской ССР | 21.02.1948      | [ ГС 21 ]  |
| 22         | Гудак Юлия Ивановна                    | 1920 — ????             | Полировщица Ужгородского фанерно-мебельного комбината, Закарпатская область | 07.03.1960      | [ ГС 22 ]  |
| 23         | Гудзенко Прасковья Григорьевна         | 25.10.1925 — 15.08.1995 | Звеньевая Весело-Подолянского свеклосовхоза Семёновского района Полтавской области | 19.03.1947      | [ ГС 23 ]  |
| 24         | Гудиашвили Владимир Давидович          | 18.03.1896 — 20.07.1980 | Художник-график и монументалист, народный художник СССР, гор. Тбилиси Грузинской ССР | 19.11.1976      | [ ГС 24 ]  |
| 25         | Гудков Василий Иванович                | 09.01.1929 — 26.11.2020 | Первый секретарь Сараевского райкома КПСС, Рязанская область | 11.12.1973      | [ ГС 25 ]  |
| 26         | Гудков Пётр Владимирович               | 22.10.1914 — 06.06.1983 | Бригадир колхоза «Борец» Дмитровского района Московской области | 04.03.1949      | [ ГС 26 ]  |
| 27         | Гудков Степан Фёдорович                | 1914—1994               | Старший люковой коксохимического цеха Кузнецкого металлургического комбината Кемеровского совнархоза                                                                                             | 19.07.1958      | [ ГС 27 ]  |
| 28         | Гудкова Антонина Никитична             | 1916—1980               | Звеньевая колхоза «Борец» Дмитровского района Московской области | 04.03.1949      | [ ГС 28 ]  |
| 29         | Гудкова Варвара Федотовна              | 1903 — 04.05.1985       | Звеньевая колхоза «Борец» Дмитровского района Московской области | 04.03.1949      | [ ГС 29 ]  |
| 30         | Гудкова Евдокия Филипповна             | 22.02.1922 — 31.07.2004 | Телятница колхоза имени Свердлова Читинского района Читинской области | 14.12.1957      | [ ГС 30 ]  |
| 31         | Гудкова Раиса Семёновна                | 01.09.1928 — 19.03.2020 | Звеньевая колхоза «Революция» Панинского района Воронежской области | 07.05.1948      | [ ГС 31 ]  |
| 32         | Гудов Иван Иванович                    | 21.01.1907 — 04.10.1983 | Бывший фрезеровщик Московского станкостроительного завода имени С. Орджоникидзе Министерства станкостроительной и инструментальной промышленности СССР, ветеран стахановского движения           | 22.09.1975      | [ ГС 32 ]  |
| 33         | Гудошников Владимир Георгиевич         | род. 1931               | Расточник Красноярского завода телевизоров Министерства радиопромышленности СССР | 16.01.1974      | [ ГС 33 ]  |
| 34         | Гужвай Иван Юрьевич                    | 05.03.1925 — ????       | Звеньевой колхоза «Закарпатская правда» Мукачевского округа Закарпатской области | 28.02.1949      | [ ГС 34 ]  |
| 35         | Гуженко Тимофей Борисович              | 15.02.1918 — 10.08.2008 | Руководитель экспериментального рейса атомного ледокола «Арктика» Мурманского морского пароходства, Министр морского флота СССР                                                                  | 14.09.1977      | [ ГС 35 ]  |
| 36         | Гужова Нина Михайловна                 | 21.12.1931 — 24.08.2017 | Доярка колхоза имени И. А. Емельянова Городецкого района Горьковской области | 06.09.1973      | [ ГС 36 ]  |
| 37         | Гузаиров Камил Сабирович               | 27.06.1927 — 03.01.2005 | Слесарь Казанского оптико-механического завода Министерства оборонной промышленности СССР, Татарская АССР                                                                                        | 26.04.1971      | [ ГС 37 ]  |
| 38         | Гузев Виктор Степанович                | 03.01.1932 — 11.05.1999 | Сталевар электрометаллургического завода «Днепроспецсталь» имени А. Н. Кузьмина Министерства чёрной металлургии Украинской ССР, гор. Запорожье                                                   | 30.03.1971      | [ ГС 38 ]  |
| 39         | Гузенко Василий Николаевич             | 14.01.1926 — 10.03.1995 | Тракторист-машинист племсовхоза «Персиановский» Октябрьского района Ростовской области | 12.04.1979      | [ ГС 39 ]  |
| 40         | Гузий Сергей Ефремович                 | 07.10.1915 — 13.05.1987 | Комбайнёр Будённовской МТС, Ставропольский край | 21.01.1952      | [ ГС 40 ]  |
| 41         | Гузин Пётр Адамович                    | 1900 — ????             | Председатель колхоза «Гигант» Тульского района Адыгейской автономной области | 06.05.1948      | [ ГС 41 ]  |
| 42         | Гузун Кондрат Алексеевич               | 24.03.1902 — 04.01.1972 | Председатель колхоза имени Карла Маркса Слободзейского района Молдавской ССР | 15.02.1957      | [ ГС 42 ]  |
| 43         | Гузь Раиса Степановна                  | род. 01.12.1935         | Доярка колхоза имени Карла Маркса Покровского района Днепропетровской области | 26.02.1958      | [ ГС 43 ]  |
| 44         | Гук Анна Максимовна                    | род. 1923               | Механизатор колхоза имени XXI съезда КПСС Васильковского района Киевской области | 23.06.1966      |            |
| 45         | Гук Анна Моисеевна                     | род. 1925               | Звеньевая Верхнячского семеноводческого свеклосовхоза Министерства сельского хозяйства СССР, Христиновский район Киевской области                                                                | 19.05.1948      |            |
| 46         | Гукасов Эрих Христофорович             | 08.05.1932 — 27.04.2020 | Начальник Главриссовхозстроя Министерства мелиорации и водного хозяйства Казахской ССР, Чимкентская область                                                                                      | 27.02.1974      | [ ГС 44 ]  |
| 47         | Гукасова Эмма Самсоновна               | 23.06.1928 — 11.09.1994 | Звеньевая колхоза имени Карла Маркса, гор. Кизляр Грозненской области | 17.09.1949      | [ ГС 45 ]  |
| 48         | Гукасян Айкуш Хачатуровна              | 1927 — ????             | Овощевод Геханистского совхоза Масисского района Армянской ССР | 22.02.1978      | [ ГС 46 ]  |
| 49         | Гула Ульяна Даниловна                  | 14.02.1918 — 19.03.2000 | Звеньевая колхоза имени Сталина Ружичнянского района Каменец-Подольской области | 16.02.1948      | [ ГС 47 ]  |
| 50         | Гуламханова Сахибахан                  | род. 1933               | Колхозница колхоза имени Сталина Пскентского района Ташкентской области | 11.01.1957      | [ ГС 48 ]  |
| 51         | Гулая Анастасия Евдокимовна            | 1913—1980               | Звеньевая семеноводческого колхоза «Жовтень» Новгород-Северского района Черниговской области | 04.05.1951      | [ ГС 49 ]  |
| 52         | Гулиев Алияр Мирзалы оглы              | 1910 — ????             | Старший агроном Зангеланской МТС Азербайджанской ССР | 10.03.1948      | [ ГС 50 ]  |
| 53         | Гулиева Рухсара Мамед кызы             | 02.05.1920 — 15.02.1988 | Пекарь-кондитер Бакинской бисквитной фабрики Министерства пищевой промышленности Азербайджанской ССР                                                                                             | 21.07.1966      | [ ГС 51 ]  |
| 54         | Гулий Екатерина Ивановна               | 05.08.1937 — 01.05.2006 | Звеньевая колхоза имени Шевченко Миргородского района Полтавской области | 23.06.1966      | [ ГС 52 ]  |
| 55         | Гулина Анна Ильинична                  | 1914 — ????             | Свинарка свиноводческого совхоза «Металлист» Министерства совхозов СССР, Амвросиевский район Сталинской области                                                                                  | 24.09.1949      |            |
| 56         | Гулина Эльвира Александровна           | 31.03.1936 — 21.01.2012 | Доярка Степановского птицесовхоза Благовещенского района Башкирской АССР | 06.09.1973      | [ ГС 53 ]  |
| 57         | Гулов Александр Арсентьевич            | 01.05.1925 — 16.11.2009 | Директор совхоза имени Карла Маркса Котельниковского района Волгоградской области | 07.12.1973      | [ ГС 54 ]  |
| 58         | Гулуа Аполлон Евгеньевич               | 1926 — ????             | Бригадир совхоза имени Берия Министерства сельского хозяйства СССР, Гагрский район Абхазской АССР                                                                                                | 31.07.1950      | [ ГС 55 ]  |
| 59         | Гуль Любовь Ивановна                   | 23.01.1920 — 09.01.1969 | Гальванист Уральского механического завода Западно-Казахстанского совнархоза | 07.03.1960      | [ ГС 56 ]  |
| 60         | Гульахмедова Саодат                    | 17.02.1937 — 17.06.2014 | Звеньевая колхоза имени Хрущёва Букинского района Ташкентской области | 11.01.1957      | [ ГС 57 ]  |
| 61         | Гулько Аким Дмитриевич                 | 20.09.1904 — 06.11.1991 | Начальник сектора сухих корпусов, ферм и механизмов ОКБ-1, Московская область | 17.06.1961      | [ ГС 58 ]  |
| 62         | Гульмирзаев Баймурза                   | 1910 — ????             | Звеньевой колхоза «9 Января» Пахтаабадского района Сталинабадской области | 01.03.1948      | [ ГС 59 ]  |
| 63         | Гульницкий Николай Сергеевич           | 22.02.1922 — 01.05.1994 | Директор шахты имени Костенко производственного объединения «Карагандауголь» Министерства угольной промышленности СССР, Карагандинская область                                                   | 19.03.1979      | [ ГС 60 ]  |
| 64         | Гуля Владимир Васильевич               | 10.05.1922 — 28.12.1986 | Первый секретарь Маловисковского райкома Компартии Украины, Кировоградская область | 08.04.1971      | [ ГС 61 ]  |
| 65         | Гуляев Геннадий Леонтьевич             | 23.01.1916 — 03.10.1979 | Председатель колхоза «Победа» Казанского района Тюменской области | 11.01.1957      | [ ГС 62 ]  |
| 66         | Гуляев Никита Фадеевич                 | 28.09.1899 — 19.07.1980 | Начальник шахты № 35/35-бис комбината «Сталинуголь» Министерства угольной промышленности западных районов СССР, Сталинская область                                                               | 28.08.1948      | [ ГС 63 ]  |
| 67         | Гуляев Прокопий Васильевич             | 05.06.1910 — 15.11.1978 | Бурильщик Нижнекуранахского горно-обогатительного комбината треста «Алданзолото» Министерства цветной металлургии СССР, Алданский район Якутской АССР                                            | 20.05.1966      | [ ГС 64 ]  |
| 68         | Гуляев Сергей Михайлович               | 19.03.1913 — 09.08.1994 | Токарь Пермского машиностроительного завода имени В. И. Ленина Западно-Уральского совнархоза | 10.10.1963      | [ ГС 65 ]  |
| 69         | Гуляев Филипп Сивирьянович             | род. 26.08.1933         | Капитан-директор большого морозильного рыболовного траулера «Карпогоры» Архангельского производственного объединения рыбной промышленности Министерства рыбного хозяйства СССР                   | 17.03.1981      | [ ГС 66 ]  |
| 70         | Гуляева Мария Яковлевна                | 1911 — ????             | Доводчица машиностроительного завода, гор. Харьков | 07.03.1960      |            |
| 71         | Гулякин Михаил Филиппович              | 22.07.1918 — 27.06.1999 | Главный онколог Главного военного клинического госпиталя имени Н. Н. Бурденко Министерства обороны СССР, полковник медицинской службы, гор. Москва                                               | 21.02.1978      | [ ГС 67 ]  |
| 72         | Гуляренко Степан Никифорович           | 13.07.1894 — ????       | Главный агроном районного отдела сельского хозяйства Меркенского района Джамбулской области | 28.03.1948      | [ ГС 68 ]  |
| 73         | Гуманюк Антон Антонович                | 22.09.1914 — 10.07.1979 | Директор госплемзавода «Заря коммунизма» Домодедовского района Московской области | 10.03.1976      | [ ГС 69 ]  |
| 74         | Гумбатова Малейка Юнус кызы            | 17.03.1929 — ????       | Звеньевая колхоза имени Ворошилова Карягинского района Азербайджанской ССР | 29.08.1950      | [ ГС 70 ]  |
| 75         | Гумбатова Тамара Ахмед кызы            | 25.12.1929 — 04.04.2025 | Первый секретарь Апшеронского райкома Компартии Азербайджана | 03.10.1980      | [ ГС 71 ]  |
| 76         | Гумбетов Сафар Махмуд оглы             | 20.11.1903 — 1960       | Звеньевой колхоза «Социализм» Марнеульского района Грузинской ССР | 03.05.1949      | [ ГС 72 ]  |
| 77         | Гуменный Иван Никитович                | 13.01.1923 — 02.07.1998 | Бригадир тракторной бригады колхоза имени Карла Маркса Песчанского района Винницкой области | 08.04.1971      | [ ГС 73 ]  |
| 78         | Гуменюк Мария Степановна               | 04.11.1914 — 30.11.1995 | Доярка колхоза имени Сталина Бердичевского района Житомирской области | 26.02.1958      | [ ГС 74 ]  |
| 79         | Гумерова Фахира Мухаметшариповна       | 03.02.1921 — 28.07.1996 | Телятница Янгелевского зерносовхоза Абзелиловского района Башкирской АССР | 08.04.1971      | [ ГС 75 ]  |
| 80         | Гундобин Николай Алексеевич            | 01.12.1904 — 03.07.1980 | Первый заместитель министра путей сообщения СССР, гор. Москва | 01.08.1959      | [ ГС 76 ]  |
| 81         | Гунина Любовь Николаевна               | 24.07.1913 — 04.04.2002 | Председатель колхоза «Красный коллективист» Некрасовского района Ярославской области | 06.09.1950      | [ ГС 77 ]  |
| 82         | Гуния Гуджа Бидажович                  | 1895 — ????             | Звеньевой колхоза имени Берия Очемчирского района Абхазской ССР | 03.05.1949      | [ ГС 78 ]  |
| 83         | Гуния Тариел Константинович            | 1924 — ????             | Председатель колхоза «Большевик» Гагрского района Абхазской АССР | 03.07.1950      | [ ГС 79 ]  |
| 84         | Гунтаишвили Фадима Сулеймановна        | 23.02.1929 — 2006       | Колхозница колхоза имени Михайлова Кобулетского района Аджарской АССР | 29.08.1949      | [ ГС 80 ]  |
| 85         | Гунькин Леонид Дмитриевич              | 21.11.1917 — 25.12.1956 | Заведующий конефермой колхоза имени Ворошилова Тацинского района Ростовской области | 13.08.1949      | [ ГС 81 ]  |
| 86         | Гунько Иван Федотович                  | 1901 — 21.02.1959       | Бригадир тракторной бригады Ново-Московской МТС Ново-Московского района Днепропетровской области                                                                                                 | 06.06.1949      | [ ГС 82 ]  |
| 87         | Гунько Николай Макарович               | 08.11.1945 — 07.12.2000 | Председатель колхоза имени 60-летия Советской Украины Бахчисарайского района Крымской АССР | 07.08.1991      | [ ГС 83 ]  |
| 88         | Гуньков Иван Александрович             | 12.02.1913 — 15.01.1984 | Бригадир колхоза имени Мичурина Алтайского района Алтайского края | 04.03.1948      | [ ГС 84 ]  |
| 89         | Гуня Михаил Константинович             | 30.12.1930 — 28.12.1996 | Бригадир комплексной бригады строительного управления № 298 строительного треста № 31 Министерства строительства СССР, Ленинградская область                                                     | 20.11.1981      | [ ГС 85 ]  |
| 90         | Гупало Василий Павлович                | 07.11.1922 — ????       | Директор совхоза «Глинянский» Золочевского района Львовской области | 23.06.1966      | [ ГС 86 ]  |
| 91         | Гупалов Виктор Кириллович              | 20.02.1936 — 11.05.2020 | Генеральный директор государственного предприятия «Красмашзавод» Министерства общего машиностроения СССР, гор. Красноярск                                                                        | 14.06.1982      | [ ГС 87 ]  |
| 92         | Гура Константин Григорьевич            | 1899 — ????             | Председатель колхоза имени Горького Сахновщинского района Харьковской области | 26.02.1958      | [ ГС 88 ]  |
| 93         | Гураль Лидия Ивановна                  | род. 1935               | Директор совхоза «Малаештский» Оргеевского района Молдавской ССР | 14.12.1984      |            |
| 94         | Гурашвили Георгий Китесович            | 1921 — ????             | Звеньевой колхоза имени Тельмана Лагодехского муниципалитета Грузинской ССР | 21.02.1948      | [ ГС 89 ]  |
| 95         | Гурба Виктор Васильевич                | 24.09.1914 — 11.10.1981 | Директор Джезказганского горно-металлургического комбината имени К. И. Сатпаева Министерства цветной металлургии Казахской ССР, Карагандинская область                                           | 20.05.1966      | [ ГС 90 ]  |
| 96         | Гурбич Пётр Зиновьевич                 | 05.10.1912 — ????       | Бригадир штукатуров строительно-монтажного управления № 4 треста № 11, гор. Краснодар | 11.08.1966      | [ ГС 91 ]  |
| 97         | Гургаль Владимир Иосифович             | род. 03.11.1924         | Токарь Львовского машиностроительного завода Львовского совнархоза | 28.05.1960      | [ ГС 92 ]  |
| 97.000001  | Гурдуза Екатерина Павловна             | род. 28.08.1941         | Звеньевая колхоза «XXII партсъезд» Фалештского района Молдавской ССР | 31.12.1965      | [ ГС 93 ]  |
| 98         | Гуревич Михаил Иосифович               | 12.01.1893 — 21.11.1976 | Заместитель главного конструктора Опытно-конструкторского бюро № 155 Министерства авиационной промышленности СССР, гор. Москва                                                                   | 12.07.1957      | [ ГС 94 ]  |
| 99         | Гуреев Иван Николаевич                 | 20.08.1906 — 19.07.1977 | Командир войсковой части 52605 Министерства обороны СССР, генерал-майор, Семипалатинская область                                                                                                 | 07.03.1962      | [ ГС 95 ]  |
| 100        | Гуржий Фёдор Михайлович                | 21.04.1910 — 10.08.1991 | Старший птицевод колхоза «Маяк» Черкасского района Черкасской области | 22.03.1966      | [ ГС 96 ]  |
| 101        | Гурик Иосиф Васильевич                 | 25.10.1925 — 31.12.2013 | Председатель колхоза имени Ленина Казатинского района Винницкой области | 08.04.1971      | [ ГС 97 ]  |
| 102        | Гурин Иван Иванович                    | 20.11.1933 — 01.02.2014 | Бригадир комплексной бригады строительного управления «Промстрой» № 3 треста «Донецкметаллургстрой», Донецкая область                                                                            | 10.04.1975      | [ ГС 98 ]  |
| 103        | Гурин Николай Ефимович                 | род. 05.02.1927         | Комбайнёр колхоза «Днипро» Кагарлыкского района Киевской области | 23.06.1966      |            |
| 104        | Гурина Екатерина Дмитриевна            | 28.11.1927 — 2011       | Отбельщица Приозерского целлюлозного завода Министерства целлюлозно-бумажной промышленности СССР, Ленинградская область                                                                          | 20.04.1971      | [ ГС 99 ]  |
| 105        | Гуркалова Ольга Филипповна             | 1915 — ????             | Звеньевая Октемберянского плодо-виноградного совхоза Министерства пищевой промышленности СССР, Армянская ССР                                                                                     | 26.09.1950      | [ ГС 100 ] |
| 106        | Гурмаза Валентина Петровна             | 27.06.1929 — 01.01.2014 | Бригадир электросварщиков завода имени 61 коммунара Херсонского совнархоза, гор. Николаев | 07.03.1960      | [ ГС 101 ] |
| 107        | Гуров Алексей Кузьмич                  | 1915 — 12.02.1992       | Рабочий предприятия Министерства радиопромышленности СССР, гор. Москва | 06.10.1977      | [ ГС 102 ] |
| 108        | Гурова Александра Тихоновна            | 19.11.1909 — 16.05.1982 | Заведующая молочно-товарной фермой колхоза «Большевик» Старо-Оскольского района Белгородской области                                                                                             | 11.03.1958      | [ ГС 103 ] |
| 109        | Гуртовая Наталья Антоновна             | 1909 — 20.04.1973       | Звеньевая молочного совхоза «Новый Донбасс» Министерства совхозов СССР, Добропольский район Сталинской области                                                                                   | 14.05.1949      |            |
| 110        | Гуртовой Василий Моисеевич             | 09.01.1927 — 23.04.2004 | Председатель колхоза имени Ленина Знаменского района Кировоградской области | 22.12.1977      |            |
| 111        | Гуртовой Иван Трофимович               | 04.1929 — ????          | Бригадир монтажников Одесского специализированного управления № 29 треста «Черноморпромсантехмонтаж» Министерства монтажных и специальных строительных работ СССР                                | 22.06.1979      | [ ГС 104 ] |
| 112        | Гуртяк Павел Иванович                  | 1915 — 06.01.1997       | Бригадир тракторной бригады Кузнецкой МТС Кузнецкого района Кемеровской области | 06.03.1948      | [ ГС 105 ] |
| 113        | Гурулёв Егор Евграфович                | 15.04.1903 — 04.12.1971 | Звеньевой колхоза имени Чапаева Оловяннинского района Читинской области | 09.03.1948      | [ ГС 106 ] |
| 114        | Гурушкин Пётр Андреевич                | 17.06.1923 — 26.11.1998 | Управляющий фермой совхоза «Маслянский» Сладковского района Тюменской области | 08.04.1971      | [ ГС 107 ] |
| 115        | Гурцкая Авксентий Константинович       | 1892 — ????             | Звеньевой колхоза имени Берия Гагрского района Абхазской ССР | 03.05.1949      | [ ГС 108 ] |
| 116        | Гурцкая Тарасий Гвадиевич              | 1895 — ????             | Звеньевой колхоза имени Берия Гальского района Абхазской АССР | 21.02.1948      | [ ГС 109 ] |
| 117        | Гурьев Григорий Ферапонтович           | 11.01.1922 — ????       | Шофёр Кизинского леспромхоза Министерства лесной, целлюлозно-бумажной и деревообрабатывающей промышленности СССР, Хабаровский край                                                               | 17.09.1966      | [ ГС 110 ] |
| 118        | Гурьев Иван Кузьмич                    | 09.07.1933 — 09.03.2008 | Капитан рыболовного сейнера «Ольхон» Управления сейнерного флота, гор. Холмск Сахалинской области                                                                                                | 13.04.1963      | [ ГС 111 ] |
| 119        | Гурьев Николай Дмитриевич              | 1914—1963               | Составитель поездов станции Кусково Московско-Курско-Донбасской железной дороги, Московская область                                                                                              | 01.08.1959      | [ ГС 112 ] |
| 120        | Гурьев Пётр Васильевич                 | 1915 — ????             | Комбайнёр Чугуевской МТС Степновского района Ставропольского края | 11.01.1957      | [ ГС 113 ] |
| 121        | Гурьянова Елизавета Ивановна           | 31.08.1905 — 01.03.1988 | Доярка колхоза «Пятилетка» Костромского района Костромской области | 04.07.1949      | [ ГС 114 ] |
| 122        | Гурюк Пантелей Андреевич               | 1918 — ????             | Виноградарь совхоза-завода «Бозиены» Котовского района Молдавской ССР | 08.12.1973      |            |
| 123        | Гусак Дмитрий Васильевич               | 1907 — ????             | Машинист крана мостобазы № 12 Министерства транспортного строительства СССР, гор. Челябинск | 14.08.1962      | [ ГС 115 ] |
| 124        | Гусаков Аркадий Власович               | 14.08.1918 — 08.09.1999 | Председатель колхоза имени Дзержинского Слуцкого района Минской области | 30.04.1966      | [ ГС 116 ] |
| 125        | Гусаков Дмитрий Михайлович             | 10.01.1913 — 18.06.2002 | Бригадир комплексной тракторно-полеводческой бригады колхоза «Пробуждение» Сукмановской МТС Чернянского района Белгородской области                                                              | 11.03.1958      | [ ГС 117 ] |
| 126        | Гусаров Анатолий Константинович        | 20.04.1915 — 07.05.1989 | Сталевар мартеновского цеха Нижнетагильского металлургического комбината Свердловского совнархоза                                                                                                | 19.07.1958      | [ ГС 118 ] |
| 127        | Гусаров Владимир Николаевич            | 15.04.1911 — 30.01.1998 | Директор Челябинского завода ферросплавов Челябинского совнархоза | 19.07.1958      | [ ГС 119 ] |
| 128        | Гусаров Михаил Гаврилович              | 25.09.1908 — 31.07.1980 | Сталевар мартеновского цеха металлургического завода «Серп и молот» Московского городского совнархоза                                                                                            | 19.07.1958      | [ ГС 120 ] |
| 129        | Гусаров Пётр Леонтьевич                | 1909 — ????             | Мастер участка механического цеха завода «Таджиктекстильмаш» Среднеазиатского совнархоза, гор. Душанбе Таджикской ССР                                                                            | 03.04.1965      |            |
| 130        | Гусач Степан Терентьевич               | 12.02.1906 — 05.12.1986 | Звеньевой колхоза имени Калинина Градижского района Полтавской области | 26.02.1958      | [ ГС 121 ] |
| 131        | Гусев Александр Алексеевич             | 1933 — 31.07.2012       | Звеньевой механизированного звена совхоза «Политотделец» Череповецкого района Вологодской области                                                                                                | 08.04.1971      | [ ГС 122 ] |
| 132        | Гусев Александр Васильевич             | 13.11.1931 — 1993       | Токарь производственного объединения арматуростроения «Тяжпромарматура» Министерства химического и нефтяного машиностроения СССР, гор. Пенза                                                     | 03.01.1974      | [ ГС 123 ] |
| 133        | Гусев Анатолий Дмитриевич              | 26.04.1947 — 10.04.2015 | Бригадир комплексной бригады управления строительства Главмосстроя при Мосгорисполкоме в городе Тында, Амурская область                                                                          | 05.02.1981      | [ ГС 124 ] |
| 134        | Гусев Анатолий Николаевич              | 16.09.1931 — 24.05.2002 | Комбайнер совхоза «АМО» Новоаннинского района Волгоградской области | 23.06.1966      | [ ГС 125 ] |
| 135        | Гусев Владимир Максимович              | род. 1932               | Комбайнёр совхоза «Степной» Мордовского района Тамбовской области | 23.12.1976      | [ ГС 126 ] |
| 136        | Гусев Георгий Иванович                 | 23.12.1917 — 24.09.1997 | Фрезеровщик Новосибирского авиационного завода имени В. П. Чкалова Министерства авиационной промышленности СССР                                                                                  | 22.07.1966      | [ ГС 127 ] |
| 137        | Гусев Дмитрий Иванович                 | 1906—1979               | Механик по ремонту авиаприборов завода по ремонту авиационной техники Министерства обороны СССР, гор. Ленинград                                                                                  | 15.06.1971      | [ ГС 128 ] |
| 138        | Гусев Иван Дмитриевич                  | 21.04.1895 — 20.11.1980 | Заведующий районным отделом сельского хозяйства Ново-Анненского района Сталинградской области | 15.02.1948      | [ ГС 129 ] |
| 139        | Гусев Иван Дмитриевич                  | 05.09.1928 — 07.07.1997 | Директор Еланского конного завода Самойловского района Саратовской области | 07.12.1973      | [ ГС 130 ] |
| 140        | Гусев Иван Миронович                   | 1913 — ????             | Бригадир тракторной бригады конного завода имени Кирова Целинского района Ростовской области | 11.01.1957      | [ ГС 131 ] |
| 141        | Гусев Иван Степанович                  | 1905 — ????             | Бригадир колхоза «Парижская коммуна» Бежецкого района Калининской области | 10.04.1948      | [ ГС 132 ] |
| 142        | Гусев Леонид Иванович                  | 03.04.1922 — 11.03.2015 | Директор НИИ-695 Государственного комитета СССР по радиоэлектронике, гор. Москва | 17.06.1961      | [ ГС 133 ] |
| 143        | Гусев Матвей Степанович                | 1897 — 13.08.1980       | Председатель колхоза «Парижская коммуна» Бежецкого района Калининской области | 10.04.1948      | [ ГС 134 ] |
| 144        | Гусев Николай Васильевич               | 06.12.1923 — 15.06.1993 | Первый секретарь Рыбновского райкома КПСС, Рязанская область | 11.12.1973      | [ ГС 135 ] |
| 145        | Гусев Николай Фёдорович                | 20.03.1932 — 17.12.2016 | Шлифовщик завода «Алмаз» Министерства электронной промышленности СССР, гор. Саратов | 26.04.1971      | [ ГС 136 ] |
| 145.000002 | Гусева Анна Ивановна                   | 1920 — ????             | Звеньевая колхоза «Труженик» Бежецкого района Калининской области | 28.02.1949      | [ ГС 137 ] |
| 146        | Гусева Прасковья Владимировна          | род. 11.10.1921         | Раскройщица Ленинградского обувного объединения «Скороход» Министерства лёгкой промышленности РСФСР                                                                                              | 05.04.1971      | [ ГС 138 ] |
| 147        | Гусейнов Абдулахмед Ахад оглы          | 1923 — ????             | Капитан рыболовного сейнера «Акстафа» Базы морского промыслового и транспортного флота, Азербайджанская ССР                                                                                      | 13.04.1963      | [ ГС 139 ] |
| 148        | Гусейнов Али Алаверды оглы             | 1872 — ????             | Старший чабан колхоза «Мубариза» Сисианского района Армянской ССР | 18.06.1949      | [ ГС 140 ] |
| 149        | Гусейнов Али Гусейн оглы               | 13.05.1921 — ????       | Авиационный техник Азербайджанского управления гражданской авиации Министерства гражданской авиации СССР, гор. Баку                                                                              | 09.02.1973      | [ ГС 141 ] |
| 150        | Гусейнов Бахадур Акимхан оглы          | 1922 — ????             | Старший чабан Мильского овцеводческого совхоза Ждановского района Азербайджанской ССР | 21.11.1958      | [ ГС 142 ] |
| 151        | Гусейнов Гасан Аббас оглы              | 03.12.1929 — ????       | Машинист экскаватора строительно-монтажного управления № 1 треста «Карабахмелиоводстрой» Министерства мелиорации и водного хозяйства Азербайджанской ССР, Нагорно-Карабахская автономная область | 06.05.1977      | [ ГС 143 ] |
| 152        | Гусейнов Гасум Расул оглы              | 17.04.1925 — 15.11.1958 | Заведующий фермой колхоза «26 комиссаров» Нахичеванского района Нахичеванской АССР | 17.08.1948      | [ ГС 144 ] |
| 153        | Гусейнов Исрафил Сами оглы             | 04.12.1931 — 31.01.1986 | Буровой мастер морского управления буровых работ «Нефтяные Камни» производственного объединения «Каспморнефть» Министерства нефтяной промышленности СССР, Азербайджанская ССР                    | 12.05.1977      | [ ГС 145 ] |
| 154        | Гусейнов Кардашхан Меджид оглы         | 1894 — 12.05.1963       | Председатель колхоза имени Ленина Карягинского района Азербайджанской ССР | 10.03.1948      | [ ГС 146 ] |
| 155        | Гусейнов Мамед Самед оглы              | 10.05.1927 — 28.04.2001 | Бригадир комплексной бригады строительного управления № 3 треста «Бакгорстрой» № 1 Министерства промышленного строительства СССР, гор. Баку Азербайджанской ССР                                  | 03.10.1980      | [ ГС 147 ] |
| 156        | Гусейнов Садатхан Абас оглы            | 1896 — 23.01.1959       | Колхозник колхоза имени Молотова Астрахан-Базарского района Азербайджанской ССР | 17.08.1950      | [ ГС 148 ] |
| 157        | Гусейнов Тофик Али оглы                | 19.03.1929 — ????       | Звеньевой виноградарского совхоза имени Азизбекова Министерства промышленности продовольственных товаров СССР, Азербайджанская ССР                                                               | 16.05.1955      | [ ГС 149 ] |
| 158        | Гусейнова Гумай Мешади Мехти Гули оглы | 25.04.1924 — ????       | Бригадир кондитеров по выработке восточных сладостей Бакинской бисквитной фабрики Министерства пищевой промышленности Азербайджанской ССР                                                        | 03.10.1980      | [ ГС 150 ] |
| 159        | Гусейнова Кимия Гасан кызы             | 1929 — ????             | Звеньевая виноградарского совхоза «Азербайджан» Министерства пищевой промышленности СССР, Азербайджанская ССР                                                                                    | 04.09.1950      | [ ГС 151 ] |
| 160        | Гусейнова Фатьма Рза кызы              | род. 14.10.1939         | Бригадир колхоза имени Ленина Сабирабадского района Азербайджанской ССР | 23.02.1981      | [ ГС 152 ] |
| 161        | Гусельников Михаил Иванович            | 08.02.1930 — 26.10.2012 | Тракторист совхоза «Сорокинский» Сорокинского района Алтайского края | 23.06.1966      | [ ГС 153 ] |
| 162        | Гусенцова Ирина Прокопьевна            | 23.04.1923 — 05.12.2018 | Машинист компрессора горного цеха Артёмовского рудника, Курагинский район Красноярского края | 07.03.1960      | [ ГС 154 ] |
| 163        | Гусовский Сергей Владимирович          | 22.02.1915 — 30.10.1983 | Генеральный директор производственного объединения «Завод „Арсенал“» Министерства оборонной промышленности СССР, гор. Киев                                                                       | 03.04.1975      | [ ГС 155 ] |
| 164        | Густилин Станислав Алексеевич          | 28.10.1927 — 21.06.2000 | Главный врач центральной районной больницы Богодуховского района Харьковской области | 04.02.1969      | [ ГС 156 ] |
| 165        | Густова Пелагея Ивановна               | 08.10.1895 — 26.11.1993 | Звеньевая колхоза «Авангард» Чкаловского района Горьковской области | 15.06.1950      | [ ГС 157 ] |
| 166        | Густоев Василий Михайлович             | 25.12.1925 — 17.06.2007 | Слесарь-наладчик Уральского автомобильного завода Министерства автомобильной промышленности СССР, гор. Миасс Челябинской области                                                                 | 11.03.1976      | [ ГС 158 ] |
| 167        | Густомясова Валентина Семёновна        | 17.12.1925 — 06.12.1996 | Звеньевая совхоза «Горьковский» Кизлярского района Дагестанской АССР | 08.04.1971      | [ ГС 159 ] |
| 168        | Гуськов Виктор Александрович           | род. 01.07.1941         | Генеральный директор производственного объединения «Красноярскуголь» Красноярского края | 20.12.1991      | [ ГС 160 ] |
| 169        | Гуськов Геннадий Яковлевич             | 25.09.1918 — 30.04.2002 | Заместитель главного конструктора и начальник отдела СКБ-567 Государственного комитета Совета Министров СССР по радиоэлектронике, гор. Москва                                                    | 17.06.1961      | [ ГС 161 ] |
| 170        | Гуськов Леонид Алексеевич              | 23.03.1912 — 11.08.1995 | Директор завода № 47 Оренбургского совета народного хозяйства | 17.06.1961      | [ ГС 162 ] |
| 171        | Гутей Мария Степановна                 | 31.05.1928 — 27.04.2007 | Звеньевая колхоза «Сталинский шлях» Струсовского района Тернопольской области | 26.02.1958      | [ ГС 163 ] |
| 171.000003 | Гутник Вера Ивановна                   | 1927 — ????             | Звеньевая колхоза «Червоный Жовтень» Купянского района Харьковской области | 16.02.1948      | [ ГС 164 ] |
| 172        | Гутов Александр Иванович               | 17.11.1907 — 06.01.1982 | Директор Государственного союзного проектного института № 11 Министерства среднего машиностроения СССР, гор. Ленинград                                                                           | 07.03.1962      | [ ГС 165 ] |
| 173        | Гуторов Александр Ильич                | 23.10.1926 — 21.06.1989 | Старший горновой Череповецкого металлургического комбината Министерства чёрной металлургии СССР, Вологодская область                                                                             | 22.03.1966      | [ ГС 166 ] |
| 174        | Гутрина Татьяна Васильевна             | 29.04.1928 — 27.04.1995 | Доярка колхоза имени Калинина Атяшевского района Мордовской АССР | 22.03.1966      | [ ГС 167 ] |
| 175        | Гуцалюк Алексей Лукьянович             | 12.03.1910 — 21.09.1980 | Председатель колхоза «Коммунар» Ружичнянского района Хмельницкой области | 26.02.1958      | [ ГС 168 ] |
| 176        | Гуцева Ольга Кирилловна                | 23.07.1923 — 20.01.2010 | Учительница Сотниковской средней школы № 4 Благодарненского района Ставропольского края | 01.07.1968      | [ ГС 169 ] |
| 177        | Гуцу Профира Ивановна                  | 17.10.1927 — 15.09.2019 | Звеньевая колхоза имени Ватутина Новоселицкого района Черновицкой области | 06.06.1952      | [ ГС 170 ] |
| 178        | Гучинский Иван Васильевич              | 1919—1994               | Лебёдчик Чепецкого леспромхоза Зуевского района Кировской области | 05.10.1957      | [ ГС 171 ] |
| 179        | Гучошвили Гавриил Александрович        | 1909 — ????             | Звеньевой виноградарского совхоза «Карданахи» Министерства пищевой промышленности СССР, Гурджаанский район Грузинской ССР                                                                        | 04.09.1950      | [ ГС 172 ] |
| 180        | Гушан Фёдор Ефимович                   | род. 1932               | Бригадир электромонтёров Восточных высоковольтных электросетей Главного управления энергетики и электрификации при Совете Министров Молдавской ССР                                               | 04.10.1966      |            |
| 181        | Гущин Дмитрий Иванович                 | 1902 — ????             | Председатель колхоза «Новая жизнь» Джамбулского района Алма-Атинской области | 28.03.1948      | [ ГС 173 ] |
| 182        | Гущин Михаил Васильевич                | 1924 — 09.07.1976       | Звеньевой опытно-производственного хозяйства Калужской областной государственной сельскохозяйственной опытной станции, Перемышльский район                                                       | 11.12.1973      | [ ГС 174 ] |
| 183        | Гущин Феофан Михайлович                | 25.10.1909 — 01.02.1991 | Слесарь-монтажник завода имени 61 Коммунара Черноморского совнархоза, гор. Николаев | 28.04.1963      | [ ГС 175 ] |
| 184        | Гущин Яков Прокофьевич                 | 14.07.1935 — 19.07.1997 | Бригадир проходчиков шахто-проходческого управления № 5 комбината «Ворошиловградшахтострой» Министерства угольной промышленности Украинской ССР, Ворошиловградская область                       | 29.12.1973      | [ ГС 176 ] |
| 185        | Гущина Анна Игнатьевна                 | род. 1926               | Свинарка свиноводческого совхоза «Металлист» Министерства совхозов СССР, Амвросиевский район Сталинской области                                                                                  | 24.09.1949      |            |
| 186        | Гущина Галина Алексеевна               | род. 30.05.1935         | Старший мастер Ленинградского конденсаторного завода «Кулон» Министерства электронной промышленности СССР                                                                                        | 08.09.1975      | [ ГС 177 ] |
| 187        | Гущина Мария Александровна             | 14.04.1916 — 14.01.2010 | Доярка колхоза имени Ворошилова Раменского района Московской области | 24.06.1949      | [ ГС 178 ] |
| 188        | Гущина Мария Игнатьевна                | род. 1930               | Свинарка свиноводческого совхоза «Металлист» Министерства совхозов СССР, Амвросиевский район Сталинской области                                                                                  | 24.09.1949      | [ ГС 179 ] |
| 189        | Гюльбекова Эльпида Георгиевна          | 10.06.1923 — 31.08.2020 | Звеньевая колхоза имени Тельмана Ессентукского района Ставропольского края | 30.01.1948      | [ ГС 180 ] |
| 190        | Гюльхасян Михаил Асатурович            | 15.09.1927 — 15.01.2012 | Агроном колхоза имени Калинина Микоянского района Армянской ССР | 17.08.1950      | [ ГС 181 ] |
| 191        | Гюрекян Егиш Сетракович                | 1897 — ????             | Звеньевой колхоза имени Калинина Сухумского района Абхазской ССР | 03.05.1949      | [ ГС 182 ] |

| Навигационная таблица | Навигационная таблица   |
| --------------------- | ----------------------- |
| «Г»                   | Габалис — Гаязова       |
| «Г»                   | Гвадзабия — Гныдюк      |
| «Г»                   | Гоберман — Гошхотелиани |
| «Г»                   | Грабин — Грязных        |
| «Г»                   | Губа — Гюрекян          |